# De Dietrich
Pour les articles homonymes, voir Dietrich.
De Dietrich est un groupe industriel français, spécialisé dans les équipements pour les industries pharmaceutique et chimique, l'électroménager et le chauffage, dont les origines remontent au XVIIe siècle. Autrefois, l'entreprise était aussi spécialisé dans le ferroviaire.

## Histoire
Johann von Dietrich (Jean de Dietrich) acquiert la forge de Jaegerthal en 1684 et en 1719, la famille de Dietrich obtient le titre de baron du Saint-Empire.
Jean Dietrich, petit-fils du précédent, est anobli par Louis XV en 1761. Il devient alors le plus grand propriétaire terrien d’Alsace par l’acquisition de seigneuries et bâtit un empire industriel par l'acquisition ou la construction de forges et de hauts fourneaux. En 1778, Louis XVI octroie à Jean de Dietrich une marque en forme de cor de chasse pour protéger sa production des contrefaçons. Ce symbole de qualité est aujourd’hui encore le logo du groupe De Dietrich. En 1792, Philippe-Frédéric de Dietrich, fils de Jean et premier maire constitutionnel de Strasbourg, est commanditaire du chant patriotique composé par le capitaine Rouget de l'Isle, sous l'intitulé de Chant de guerre pour l’armée du Rhin, passé à la postérité sous le titre de La Marseillaise. Il est condamné à mort et guillotiné à Paris le 29 décembre 1793 mais est réhabilité en 1795. 

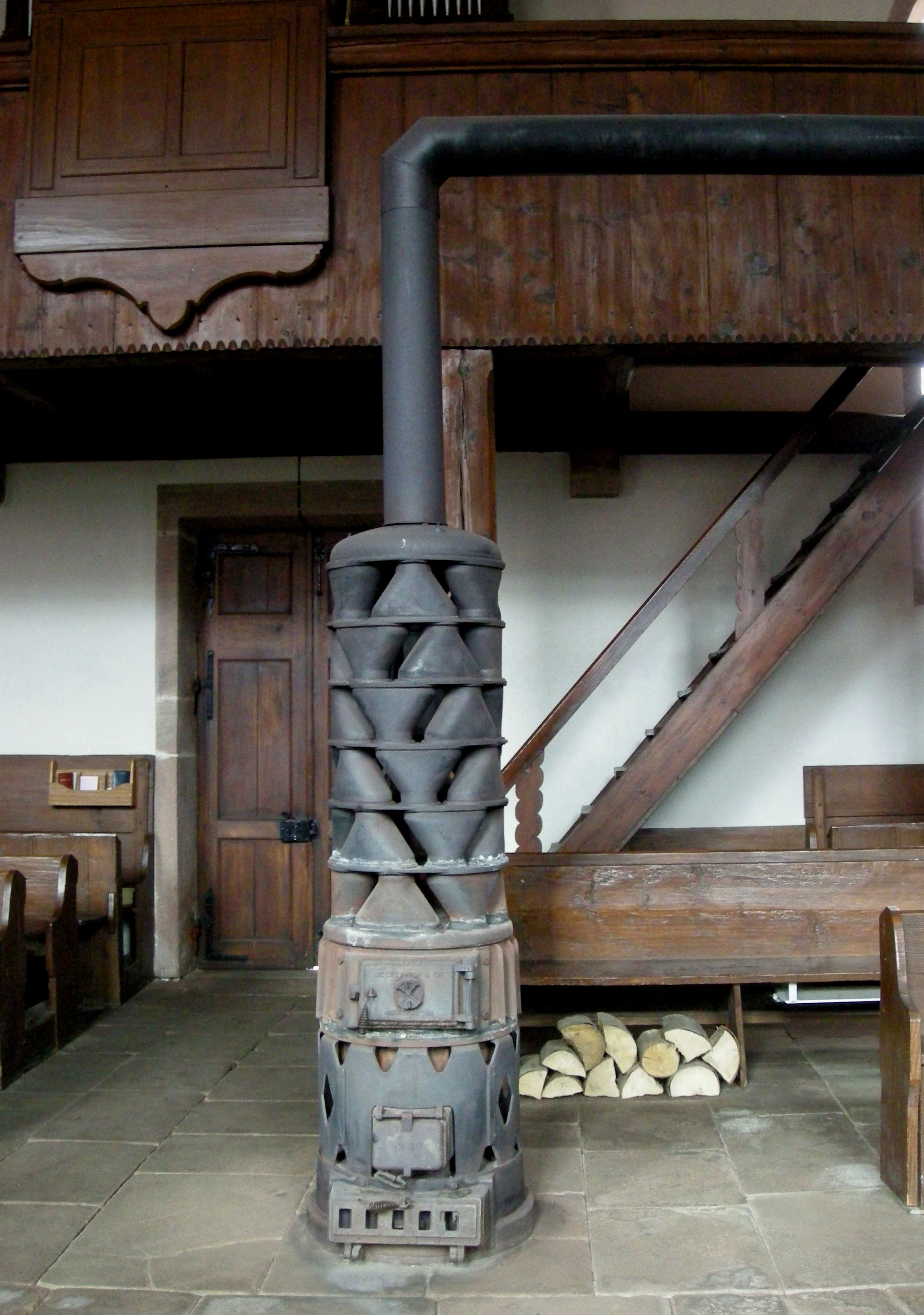
Poêle De Dietrich à l'église de Fouday

À partir de 1843, les ateliers de construction de machines de Reichshoffen produisent des rouleaux compresseurs modèle Schattenmann. En 1848, De Dietrich aborde l'ère industrielle en délaissant progressivement la production de fonte et de fers marchands et en transformant ses forges en ateliers de construction de matériel ferroviaire et mécanique. Après l'annexion de l'Alsace par l'Allemagne en 1870, la famille de Dietrich décide de rester sur place. Ce choix l'oblige à diversifier les fabrications pour s'adapter à un marché allemand excluant l'entreprise du domaine ferroviaire. L'entreprise se tourne vers la production de biens de consommation durables – poêles, cuisinières, mobilier en bois, baignoires en fonte émaillée – et d'équipements urbain ou industriel – tramways, appareils à distiller, wagons spéciaux. De Dietrich se lance dans la construction automobile sous licence Amédée Bollée en 1896. En 1902, De Dietrich embauche Ettore Bugatti pour la conception et fabrication d'automobiles et Émile Mathis pour leur commercialisation avant d'abandonner la fabrication automobile pour se consacrer, au fil des décennies, à la construction mécanique, la production de matériel de chemin de fer, d'équipements pour l'industrie chimique, d'appareils de chauffage central, puis d'équipement de cuisine et d'appareils de voies ferroviaires en 1905. 
En 1992 De Dietrich prend le contrôle du groupe « Cogifer », spécialisé dans les installations ferroviaires fixes, signaux, appareils de voies, etc. et cède le contrôle de son activité électroménager à Thomson, racheté depuis par le groupe coopératif espagnol Fagor-Brandt racheté ensuite par Cevital.
En 1995, De Dietrich cède le contrôle de son activité de matériel ferroviaire roulant (usine De Dietrich Ferroviaire de Reichshoffen) à Alstom.
En 2000, après les acquisitions de Rosenmund-Guedu et QVF, De Dietrich rebaptise sa division équipement chimique « De Dietrich Process Systems ».
De Dietrich fait l'objet d'une OPA amicale de la Société Industrielle du Hanau (SIH), contrôlée par ABN AMRO Capital Investissement France.
En juillet 2001, après cinquante ans de cotation, De Dietrich sort de la bourse et poursuit son développement dans ses différentes activités.
En septembre 2002, De Dietrich cède le contrôle de ses filiales « Cogifer » et « Cogifer TF », au groupe industriel allemand Vossloh spécialisé dans les équipements ferroviaires et signaux. 
En décembre 2002, la Société Industrielle du Hanau absorbe De Dietrich & Cie et reprend le nom « De Dietrich ».
En juillet 2004, De Dietrich cède le contrôle de sa filiale De Dietrich Thermique, spécialisée dans les appareils de chauffage à eau chaude, au fabricant hollandais Remeha. Le nouveau groupe ainsi constitué, De Dietrich Remeha, devient l'un des acteurs majeurs de l'industrie européenne du chauffage, en particulier dans les chaudières à condensation et les énergies renouvelables.
En décembre 2004, la Financière Jaegerthal, détenue en totalité par la famille de Dietrich, reprend le contrôle à 100 % de De Dietrich, réduite à son activité de fournitures d'équipements de process, de systèmes et de services pour les industries chimiques et pharmaceutiques : De Dietrich Process Systems.
En 2009, De Dietrich Remeha fusionne avec Baxi pour former le groupe BDR Thermea.
Le 6 novembre 2013, Fagor-Brandt, la filiale française du groupe qui emploie 1 800 salariés, annonce son dépôt de bilan. Le même jour, mais quelques heures plus tard,  les autorités espagnoles annoncent également le dépôt de bilan de l'ensemble du groupe.
En 2014, le groupe Fagor-Brandt est racheté par le conglomérat algérien Cevital.